# Собор Святого Августина (Нордгорн)
Собо́р Свято́го Августи́на у Нордгорні (нім. St. Augustinus) — це головна та найбільша римсько-католицька церква в Нордгорні.

## Історія

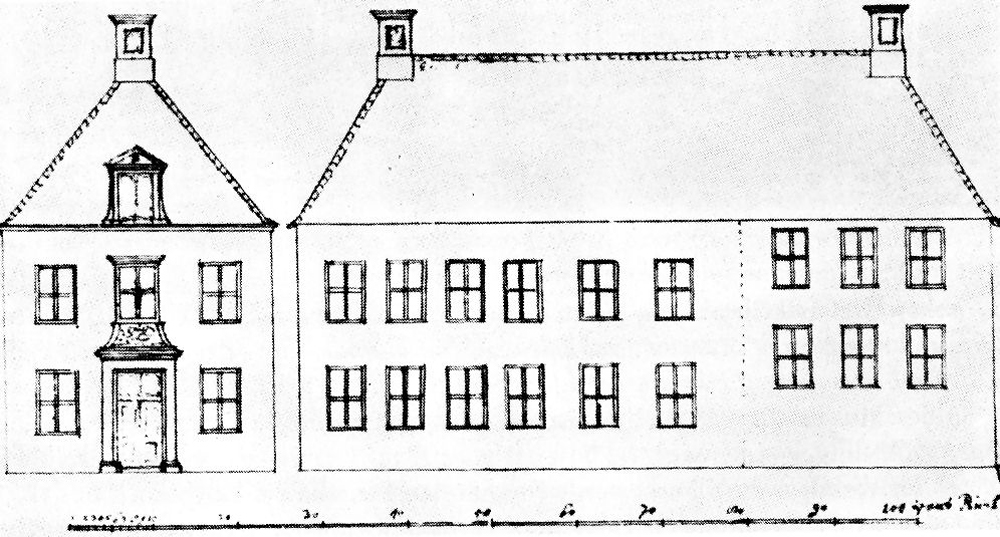
За́мок (резиденція) графів Бентгайму

На місці сучасної церкви колись існував маленький за́мок (обійстя), що його були заснували графи Бентгайму. Він був оточений ровом, рівень води в якому можна було міняти завдяки млинами, що давало певний захист, а відтак дозволяло оселятися людям на штучноствореному острові. Це дало поштовх розвитку містечка, а в честь за́мку нині названа вулиця, де стоїть церква (нім. Burgstraße).

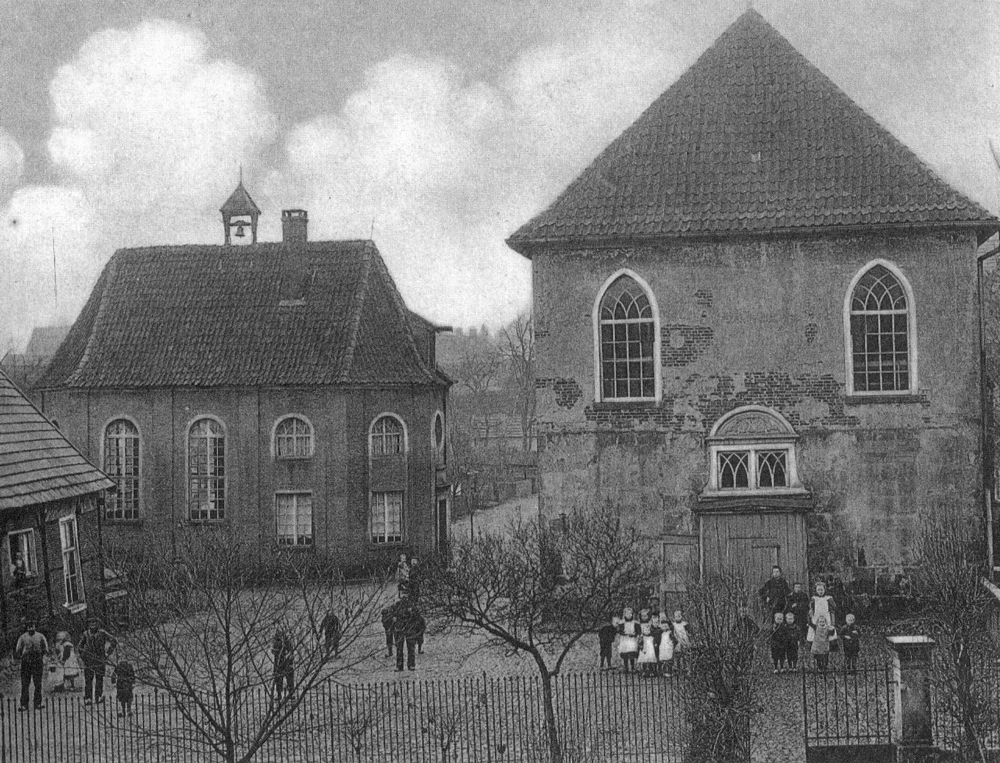
Церквочка при за́мку

Католицька парафія міста довгий час проводила служіння в будівлі сьогоднішньої церкви св.Людгера. Проте після того, як у XIII-XIV ст. церква стала спершу лютеранською, а потім протестантською, католики міста втратили приміщення для меси. 14 жовтня 1578 віряни придбали будівлю та звели на її подвір'ї каплицю. 
Прослідковувався деякий спад кількості вірян. У 1824 конгрегацію церкви було переведено від єпархії Мюнстера, що раніше вона була до неї належала до оснабрюцької, а також підвищено до парафії. 
У ХІХ було проведено спробу звести нову церкву. Було створено рахунок для пожертвувань (нім. Pfennigverein), але початкове завзяття швидко згасло на тлі воєнних років і Культуркампфу, що якраз проходив Пруссії. Церковна громада зростала, тож зрештою проводити служіння ставало дедалі складніше. Тоді було проведено другу спробу звести нову церкву. Було знову створено рахунок для пожертвувань, що зібрав 15 тис. марок. Але все ж будівництво нової будівлі було не до снаги громаді. 
Попри це умови в старій церкві вже були невідповідними, тому в 1907 році було зведено дещо більшу за попередню церкву, яка, щоправда, швидко стала аварійною. 

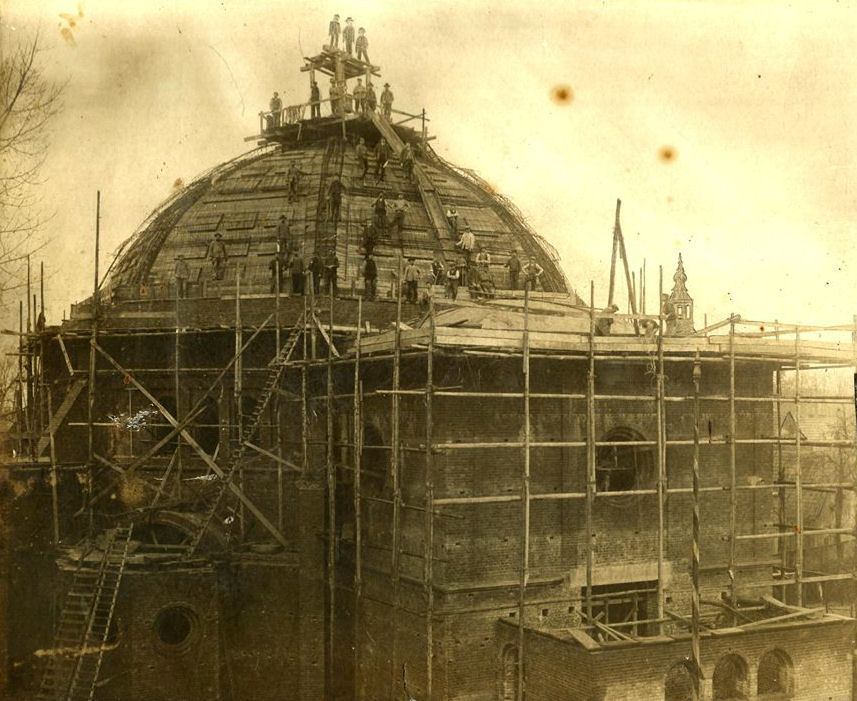
Спорудження церкви

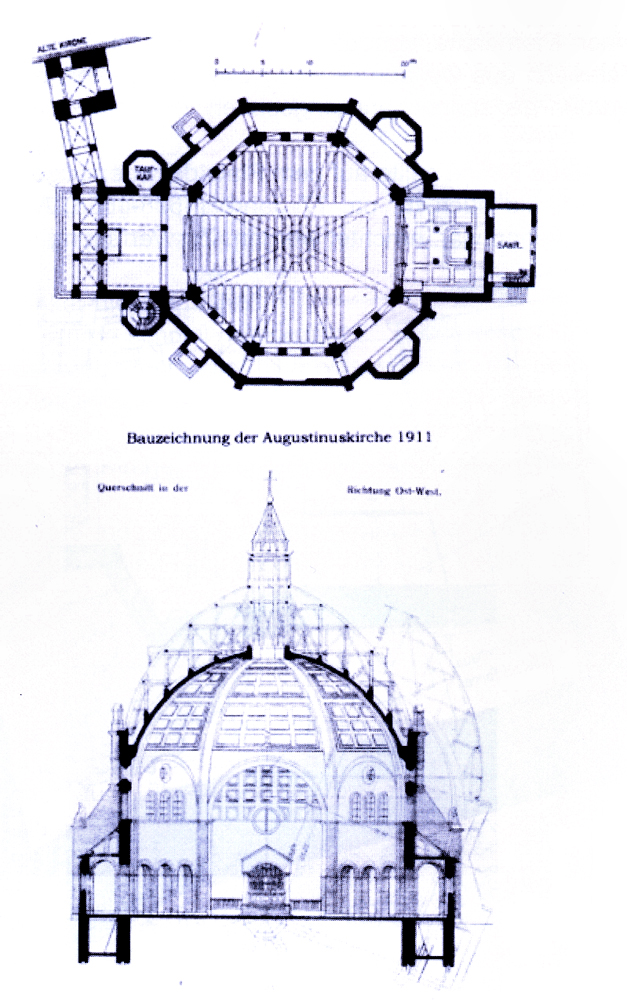
Спорудження церкви

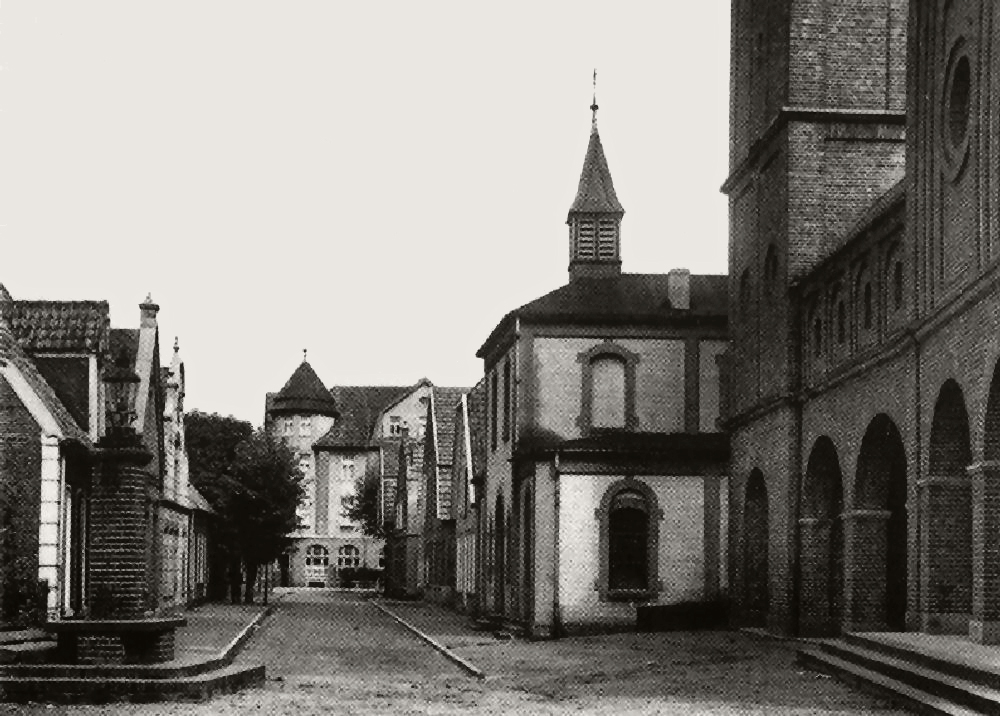
Вид на вулицю невдовзі по завершенню спорудження церкви

Тим часом у місті розвивалася текстильна промисловість, тож незабаром кількість парафіян значно зросла. В 1910 їхня кількість становила 2300 людей, новозведеної церкви знову не вистачало. Того ж року громада поступилася правами на власність ділянки річки, що тіче поряд, в обмін на ділянку землі задля зведення нової будівлі. Значні пожертви текстильних товариств міста дали змогу оголосити тендер на зведення нової церкви. У ньому переміг проєкт архітектора Йозефа Кейта з Гамбурга, створений на основі ранньої італійської романізму. Задля зведення нової споруди було знесено кілька старих будівель, але вже після їх знесення було виявлено, що земля під ними дуже болотиста. Звичайне заморожування не допомогло, тому було вирішено зміцнити ділянку залізобетонними палями. 31 серпня 1913 освятили дзвони, а 11 вересня 1913 року було освячено всю церкву.

## Опис

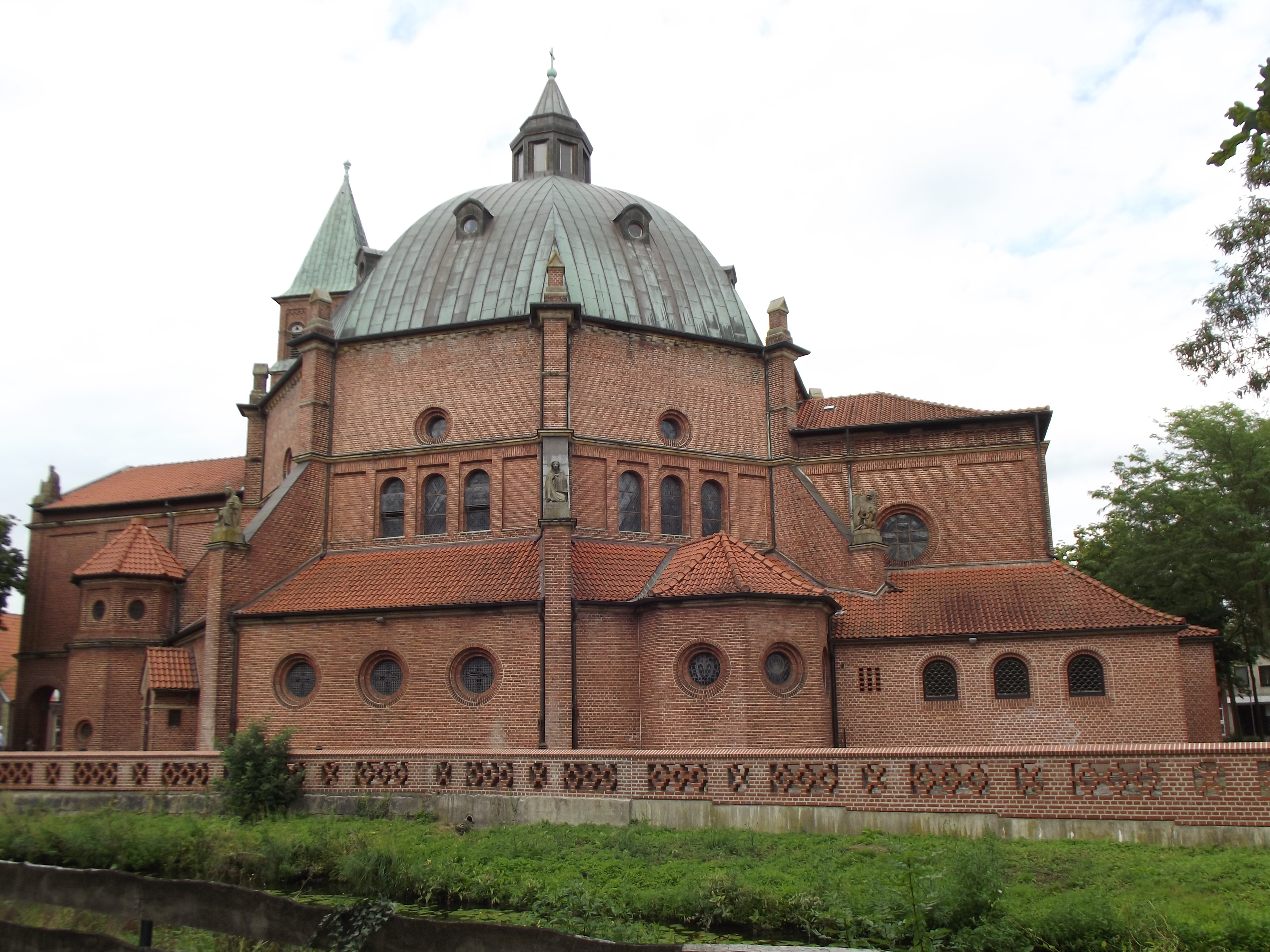
Вид на церкву з боку річки та парку

Церква побудована в стилі романізму, схожа на італійські круглі собори. Стіни утворюють восьмикутник злучені склепінням угорі. Сам же купол підтримується вісьмома цегляними стовпами, а висоту має 35 метрів і діаметр 22 метри.
Основний будівельний знадіб — цегла, що притаманно для півночі країни, де лежить місто, а також новітнього на той час залізобетону.

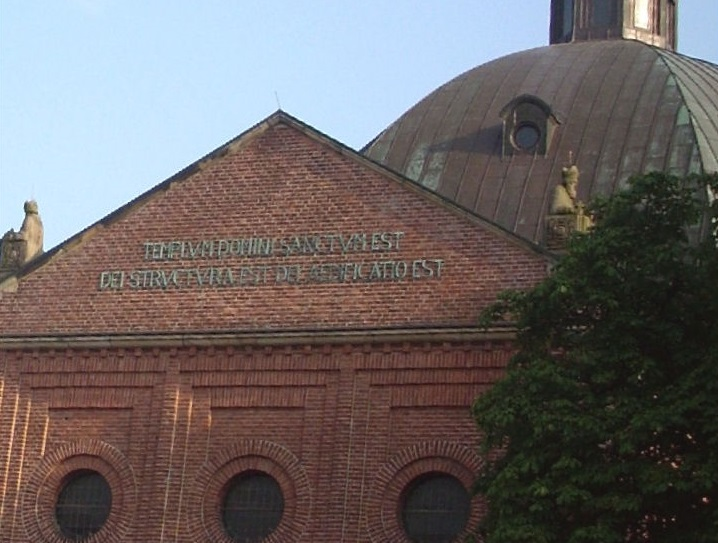
Напис при вході до церкви

При вході вгорі висить напис із біблії з 1-го послання до Коринтян латиною:
TEMPLUM DOMINI SANCTUM EST — DEI STRUCTURA EST DEI AEDIFICATIO EST.
Що означає:
ЯК ХТО НІВЕЧИТЬ БОЖОГО ХРАМА, ТОГО ЗНІВЕЧИТЬ БОГ, БО ХРАМ БОЖИЙ СВЯТИЙ, А ХРАМ ТОЙ ТО ВИ.

### Вежа

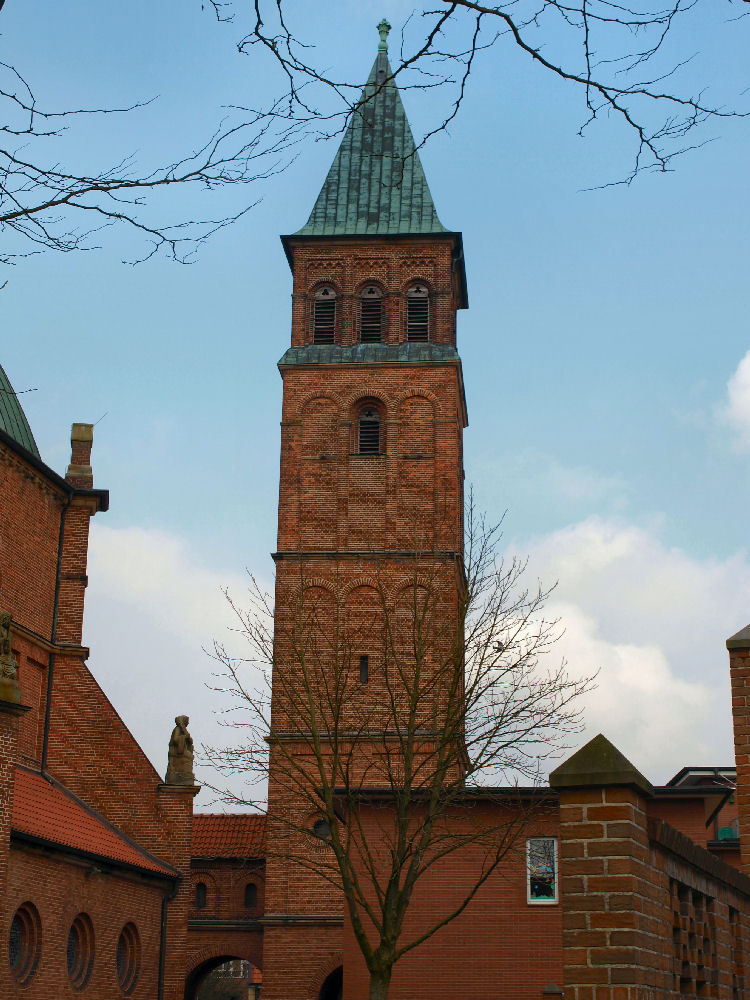
Вежа

Вежа при церкві є дзвіницею, стоїть окремо від усієї будівлі та з'єднана аркадою. Висота вежі — 42 метри.

### Вітражі
Раніше в церкві була існувала вітражна композиція, яка щоправда постраждала під час реставраційних робіт 1954—1956р.р., через те, що вони буцімто не пропускали достатньо світла в приміщення, через що там було темно. Збереглися лише 4 вітражі колишнього баптистерію:

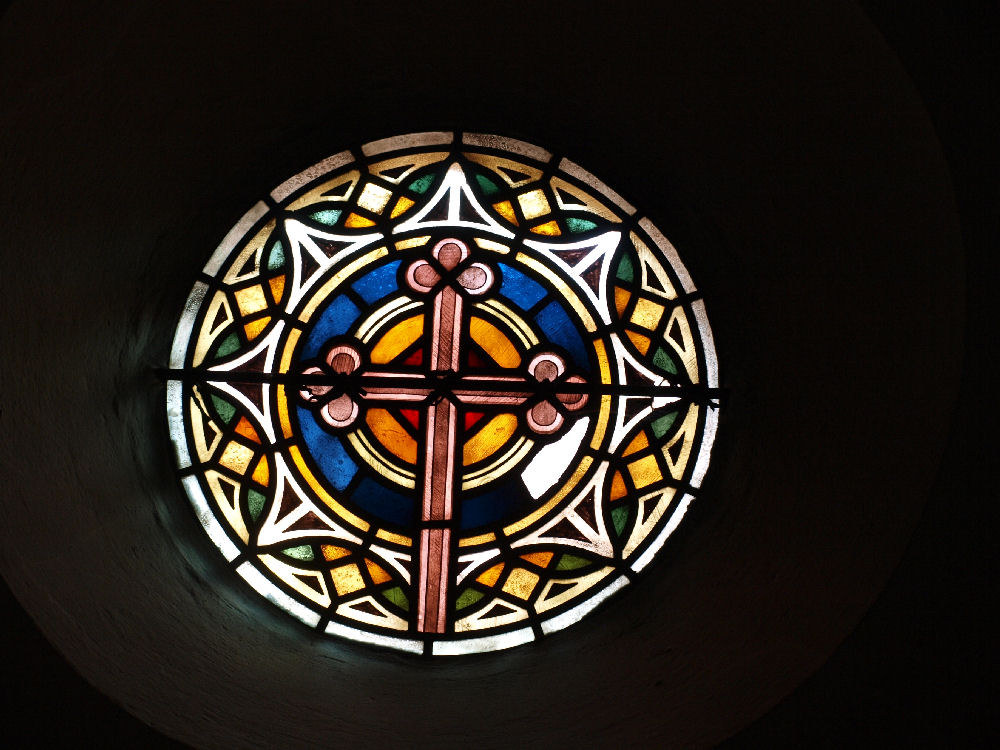
Віра
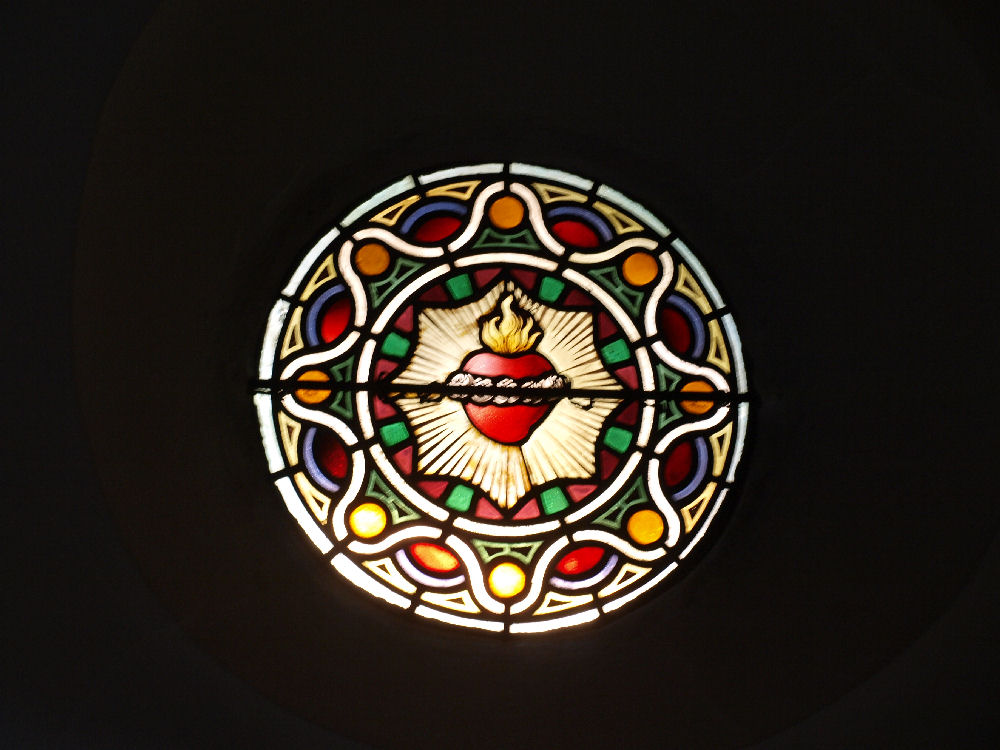
Любов
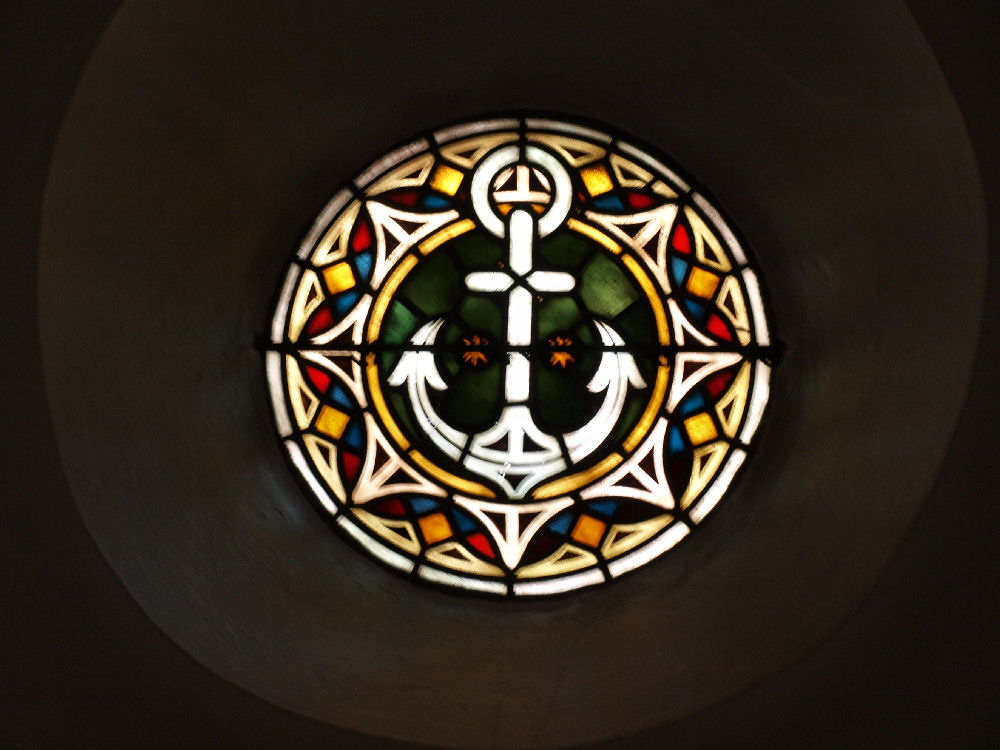
Надія
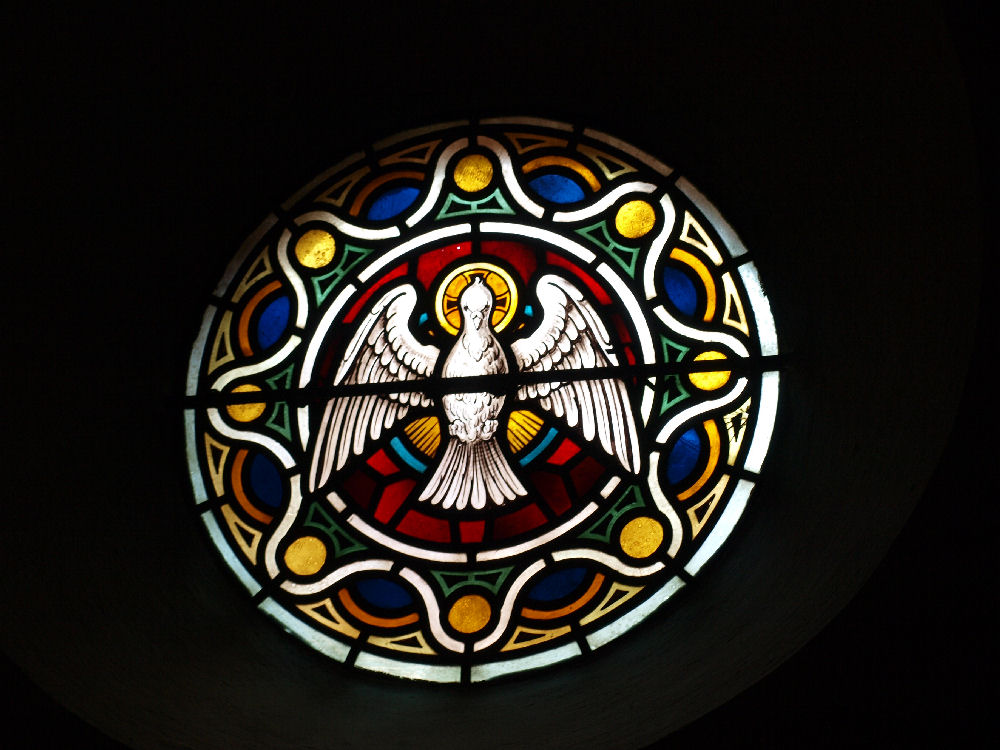
Святий Дух

### Розпис

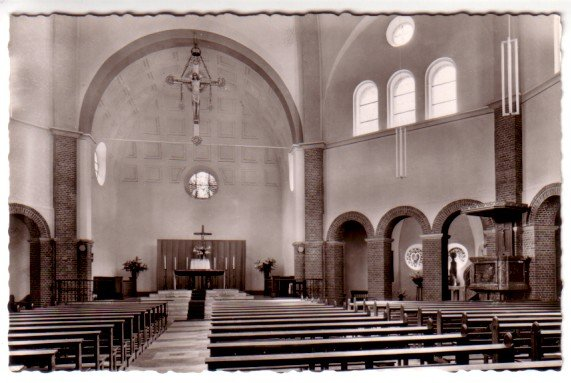
Приміщення до розпису

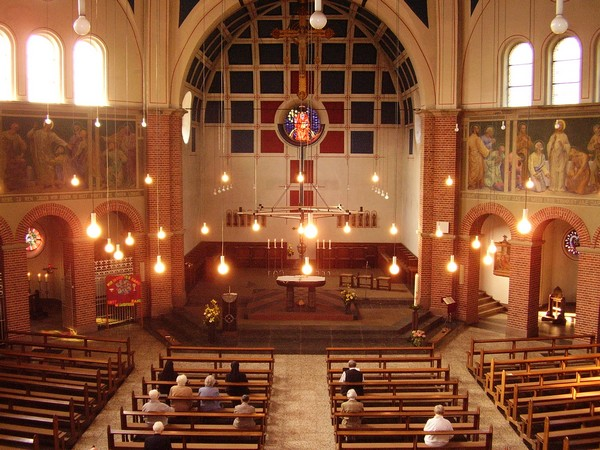
Приміщення нині

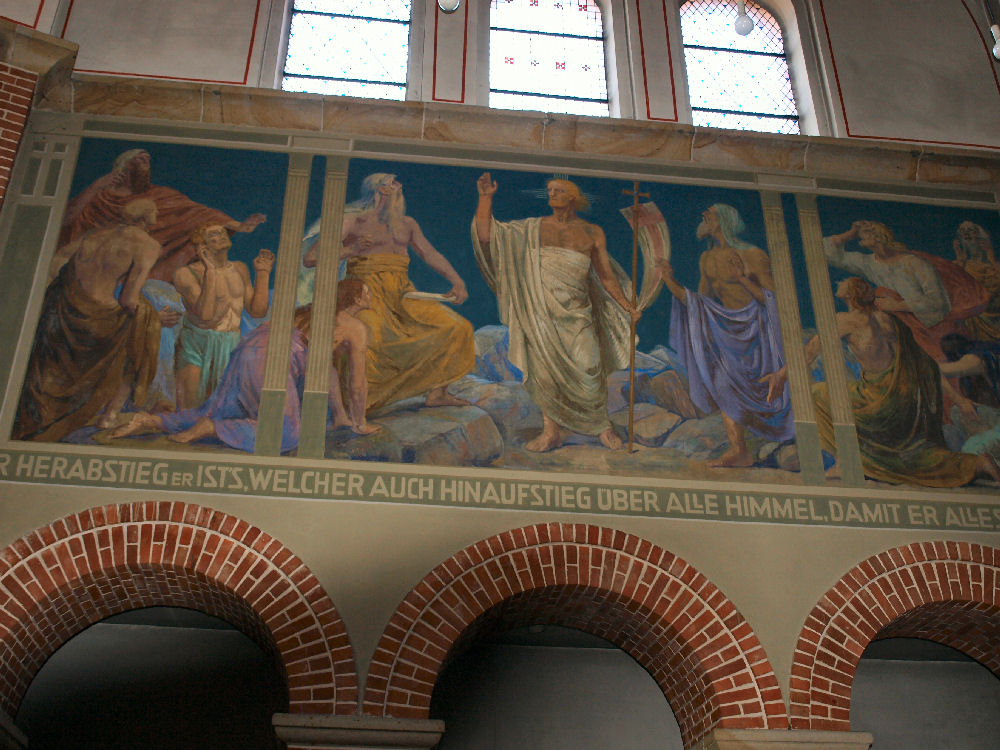
Одна з фресок

Храм оздоблений шістьма великими фресками на теми з життя Ісуса:
- Народження Христа
- Насичення народу п'ятьма хлібами
- Промова Ісуса про небесний хліб
- Остання вечеря
- Розп'яття
- Возкресіння

Фрески були зафарбовані під час вище згаданої сумнозвісної реставрації у 1954-1956р.р., але згодом у 1983 їх відновили.

### Орга́н

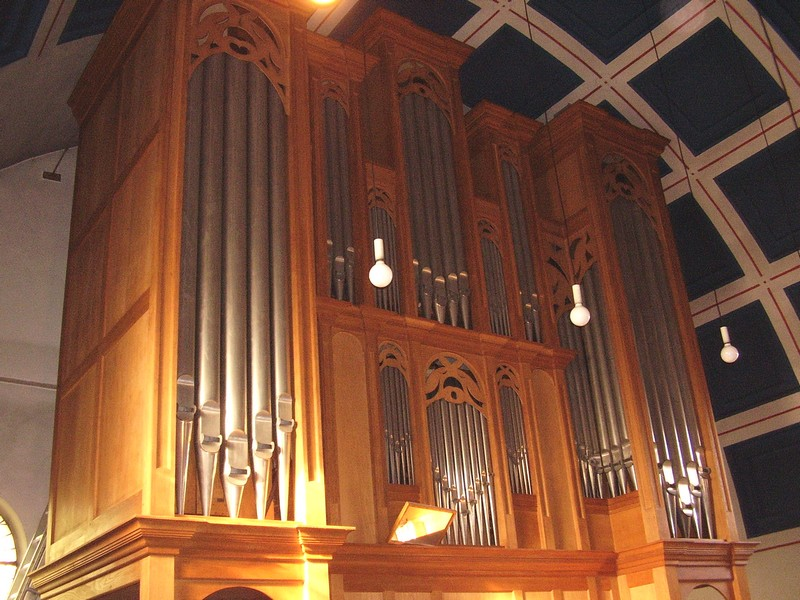
Вирган

У церкві стоїть вирган, що його було створено компанією Гендріка Яна Фірдаґа в 1973. Зараз вирган має 29 регістрів, два мануали та педаль, повзунки, механічну дію та регістр, систему електричного набору з 128 комбінаціями на двох рівнях. 128-ступінчаста електрична система налаштування має два рівні з 64 комбінаціями кожен, усі з’єднувачі та секвенсер системи налаштування можна розблокувати за допомогою поршнів.

## Світлини

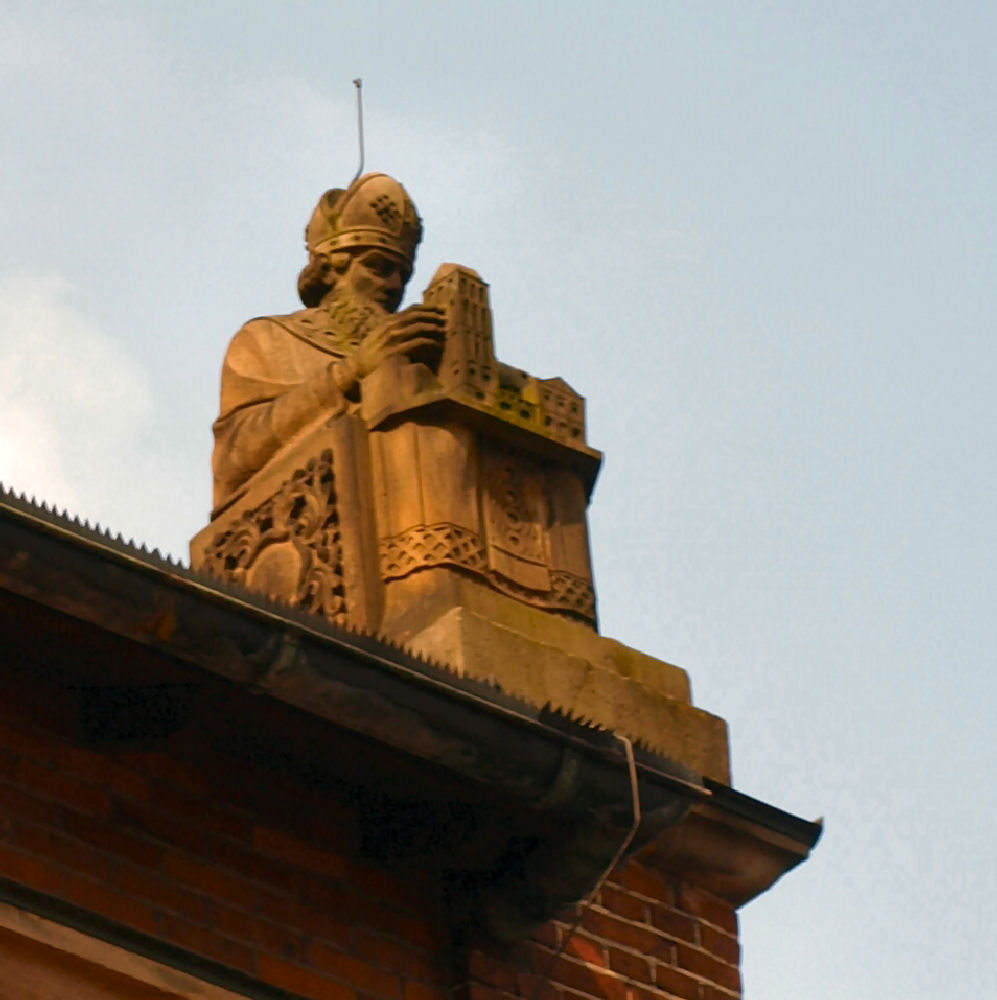
Святий Людгер
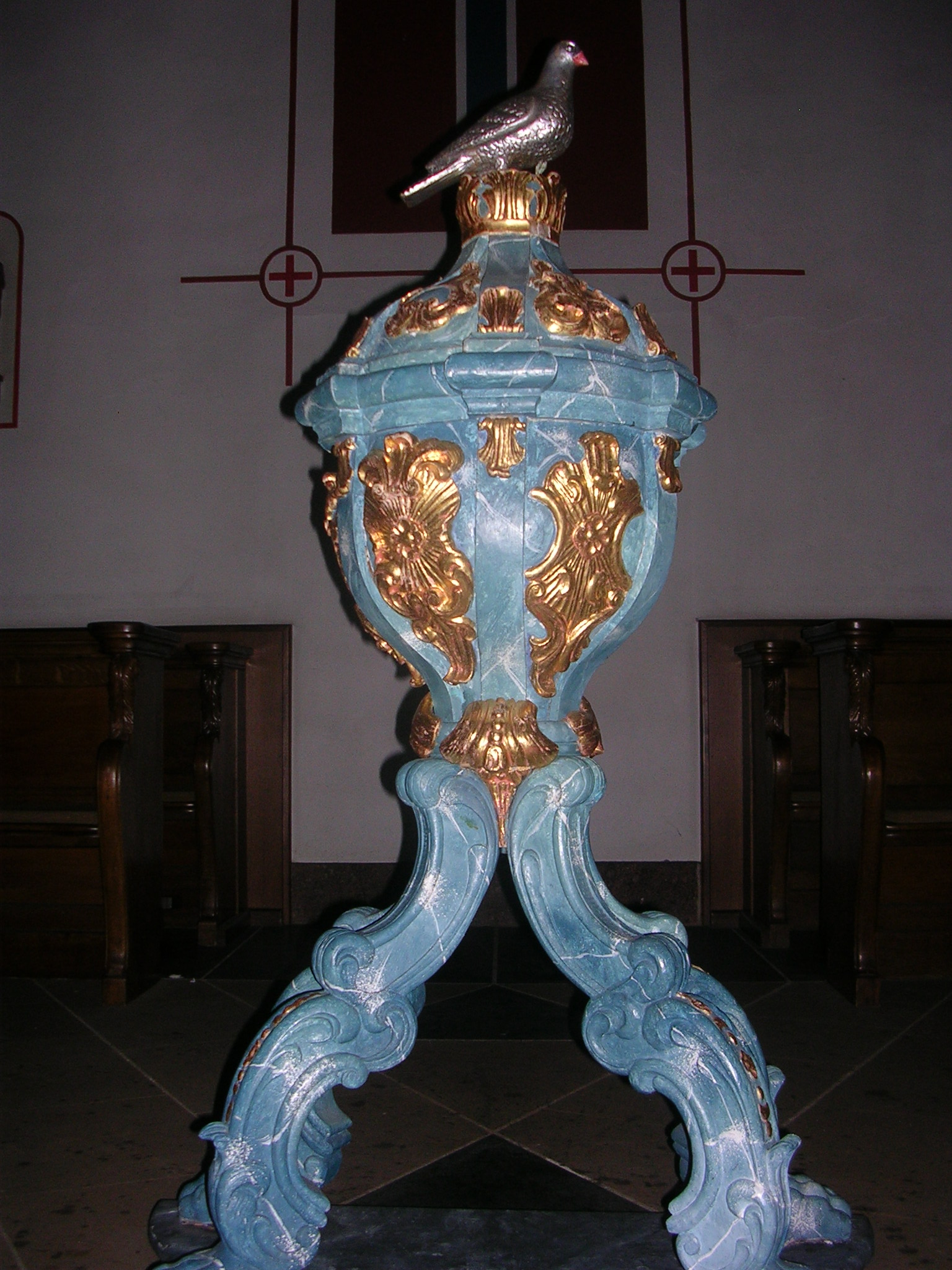
Купіль для хрещення
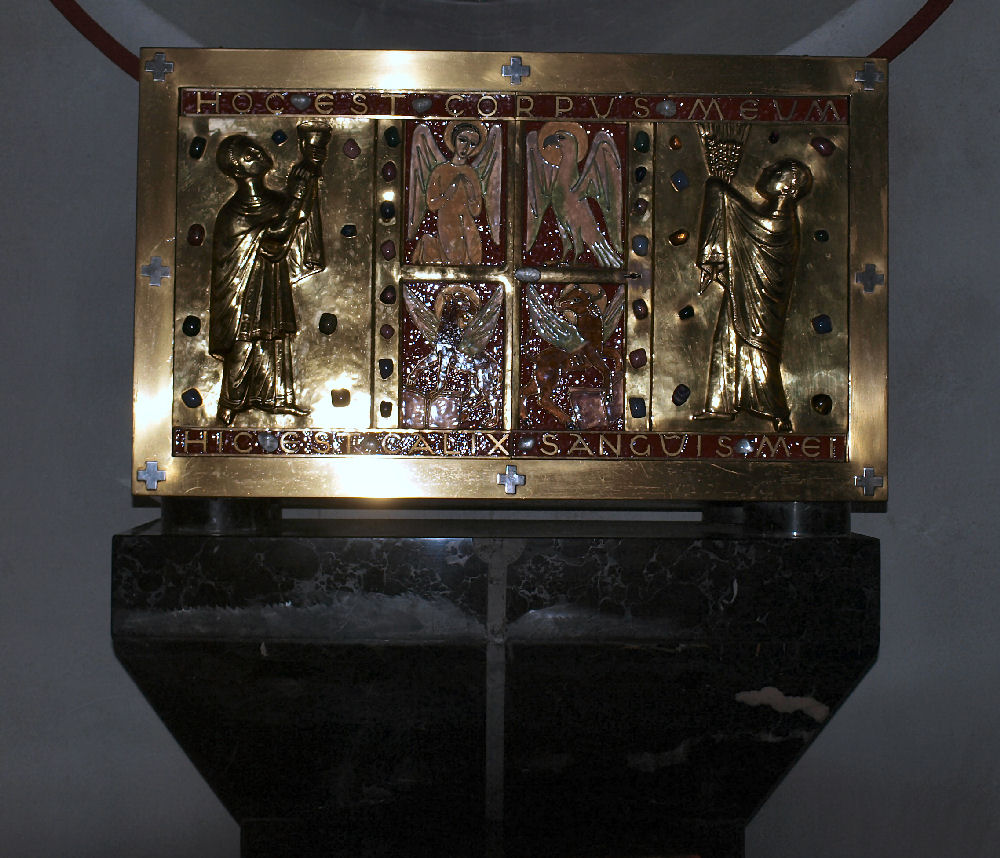
Скинія
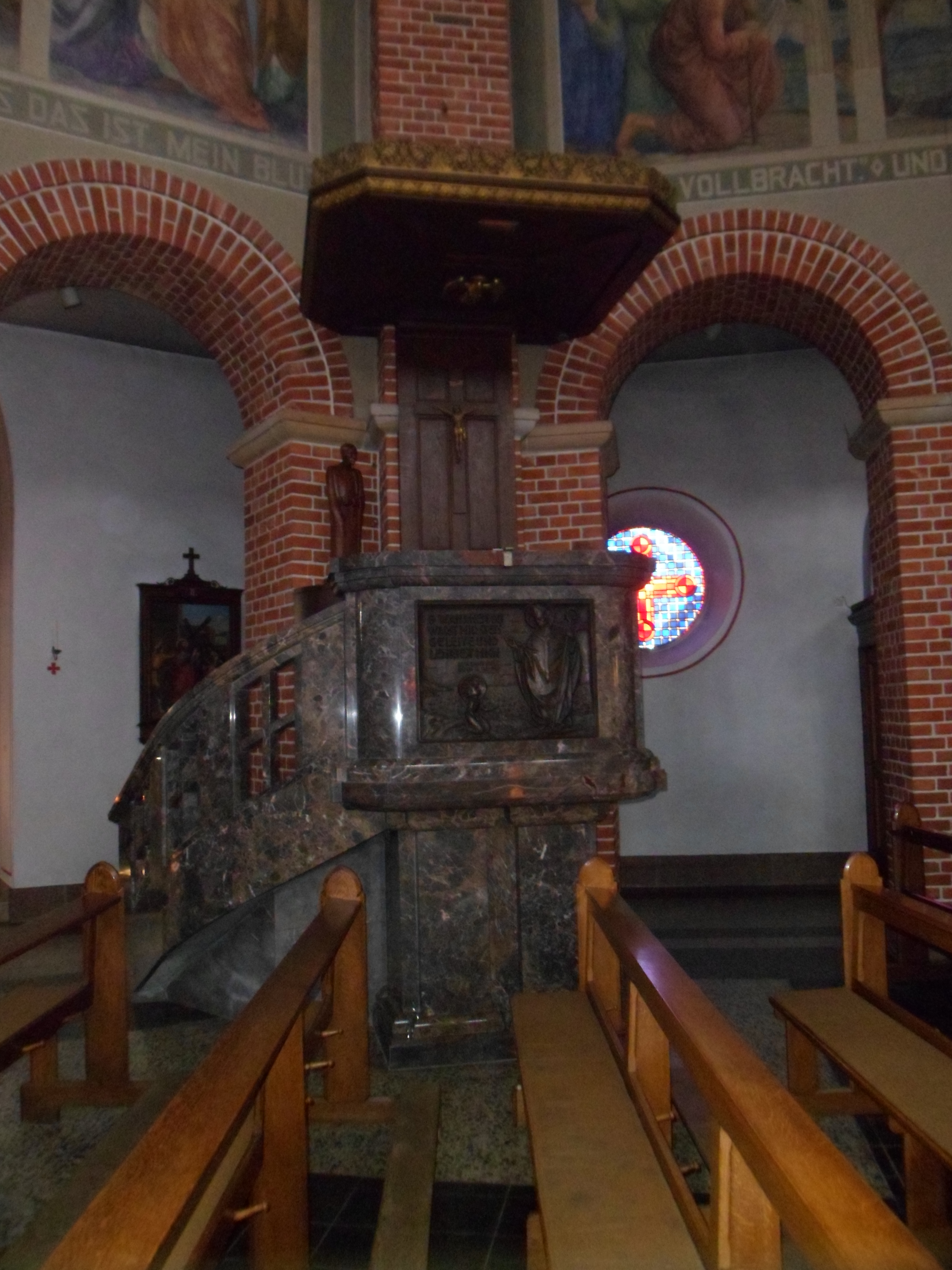
Катедра
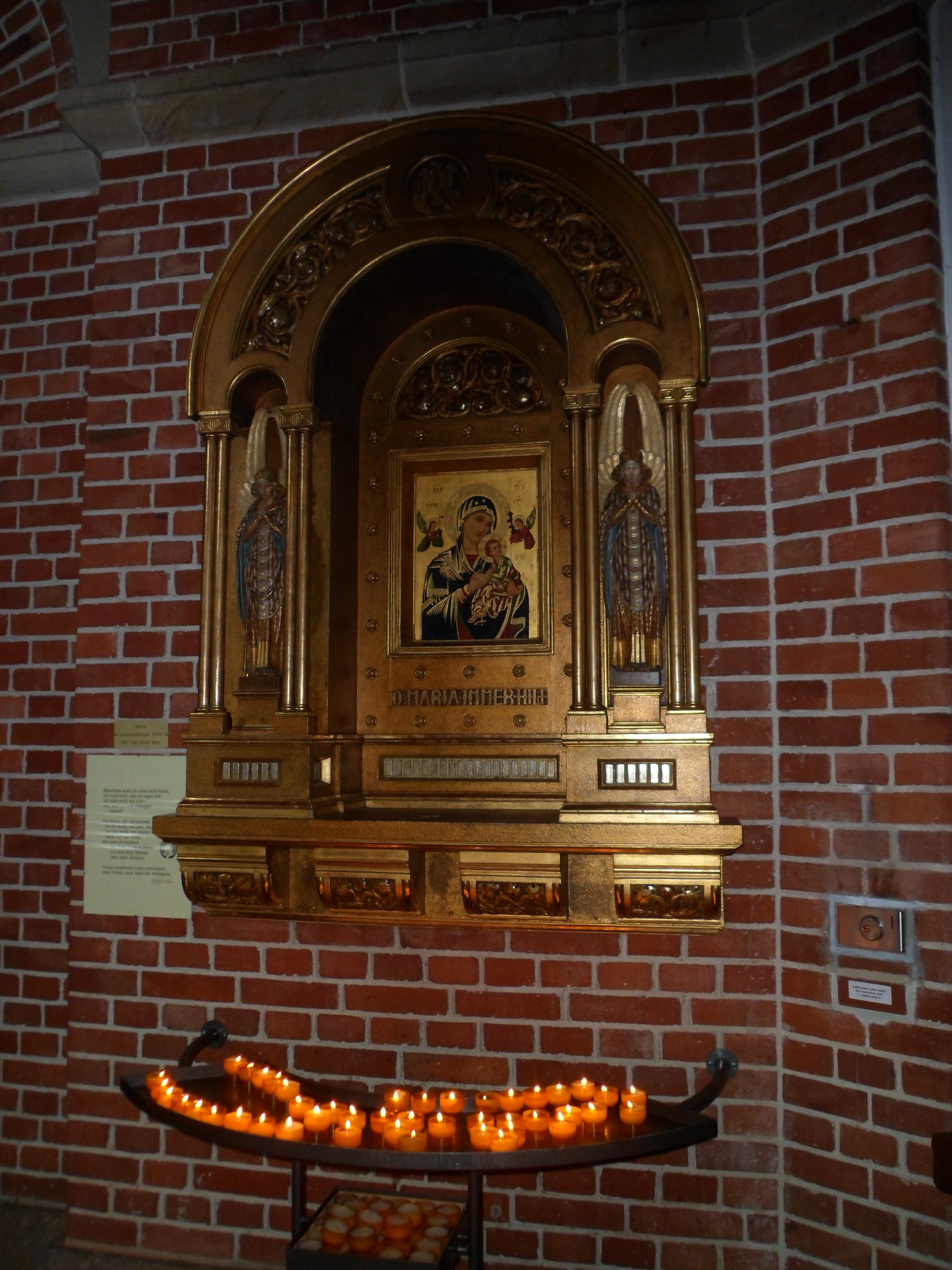
Вічна допомога
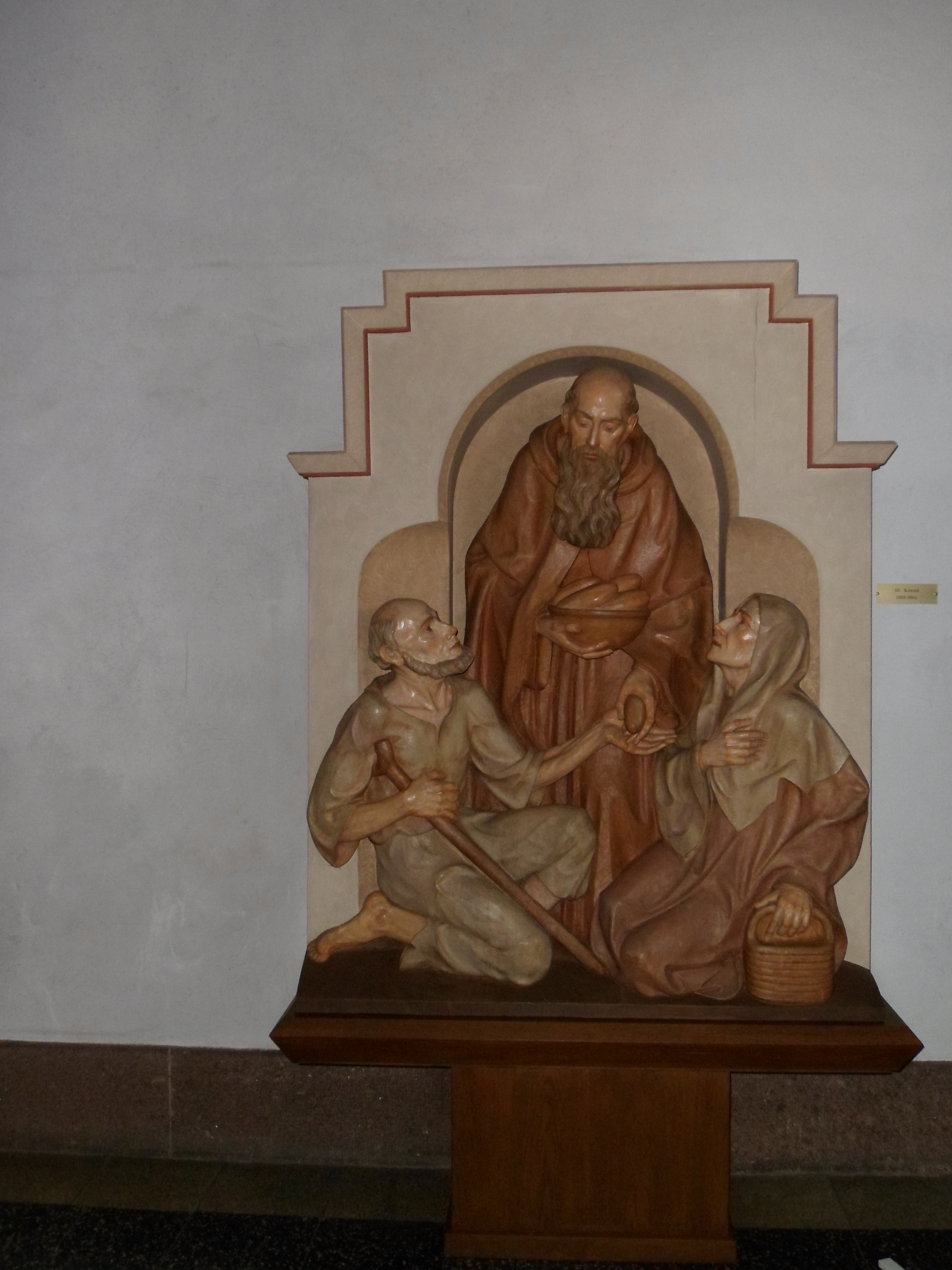
Йосипів вівтар
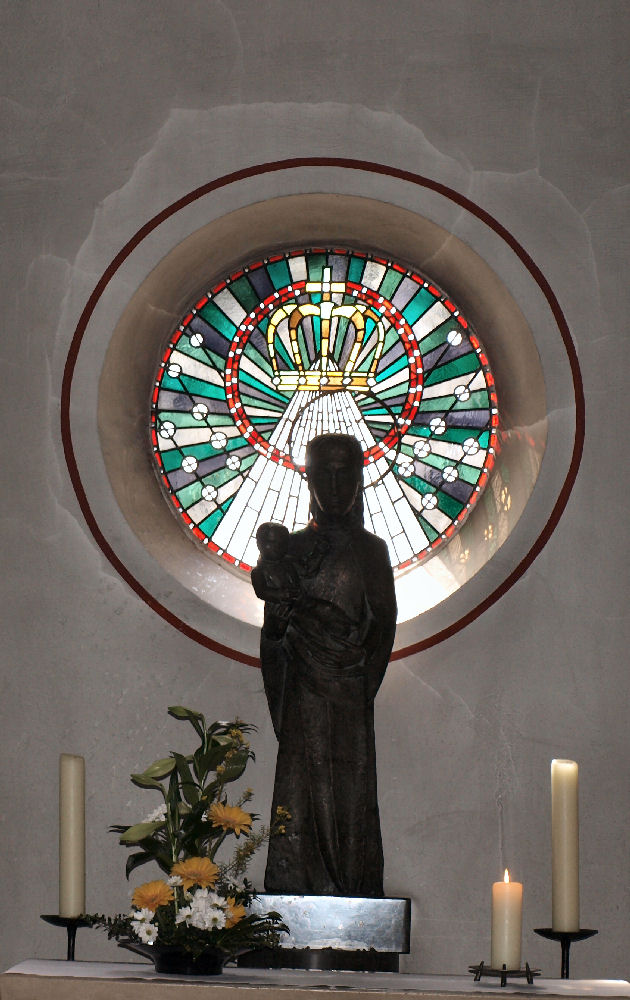
Статуя Діва Марія